# Liste des aéroports au Canada (CD)
Il s'agit d'une liste alphabétique des aéroports et des aérodromes héliport au Canada. Ils sont énumérés dans le format: 
1. Nom de l'aéroport comme indiqué dans l'un des Supplément de vol-Canada (CSA) ou par l'autorité aéroportuaire, éventuellement suivi par d'autres nom,
2. Code OACI (Organisation de l'aviation civile internationale)
3. Code Transports Canada Lieu identifiant (LID TC) : le « TC LID » est le « lieu d'identification » donné par Transports Canada, représentant le nom et le lieu d'un aéroport. C'est une aide de direction pour aider la circulation aérienne, les télécommunications et les programmes d'ordinateur.
4. Code IATA (Association internationale du transport aérien)
5. Communauté et province.

Les aéroports qui font partie du réseau national des aéroports sont en caractères gras. 
Vu sa longueur, la liste a été découpée, voir aussi : 
A - B • 
C - D •
E - G •
H - K •
L - M •
N - Q •
R - S •
T - Z

## C
| Nom de l'aéroport                                                        | OACI       | TC LID     | IATA | Communauté et la province                       |
| ------------------------------------------------------------------------ | ---------- | ---------- | ---- | ----------------------------------------------- |
| Village aéronautique Cable Head                                          |            | CCA3       |      | Cable Head, Île-du-Prince-Édouard               |
| Héliport Cabri (Fire Centre)                                             |            | CJJ5       |      | Cabri, Saskatchewan                             |
| Aéroport Cache Creek                                                     |            | CAZ5       |      | Cache Creek, Colombie-Britannique               |
| Hydroaérodrome Caledonia/Grand River                                     |            | CNC6       |      | Caledonia, Ontario                              |
| Héliport Calgary/Blue Con                                                |            | CBC6       |      | Calgary, Alberta                                |
| Héliport Calgary (Bow Crow)                                              |            | CEP2       |      | Calgary, Alberta                                |
| Aérodrome Calgary/Christiansen Field                                     |            | CRS3       |      | Okotoks, Alberta                                |
| Héliport Calgary (City/Bow River)                                        |            | CEL2       |      | Calgary, Alberta                                |
| Héliport Calgary Centre Peter Lougheed                                   |            | CLC3       |      | Calgary, Alberta                                |
| Héliport Calgary (Foothills Hospital                                     |            | CFP3       |      | Calgary, Alberta                                |
| Calgary (Rockyview Hospital)                                             |            | CEM2       |      | Calgary, Alberta                                |
| Aéroport international de Calgary                                        | CYYC       |            | YYC  | Calgary, Alberta                                |
| Aéroport Calgary/Airdrie (Aéroport Airdrie)                              |            | CEF4       |      | Airdrie, Alberta                                |
| Héliport Calgary Centre Peter Lougheed                                   |            | CLC3       |      | Calgary, Alberta                                |
| Héliport Calgary/Eastlake                                                |            | CEL9       |      | Calgary, Alberta                                |
| Héliport Calgary/K. Coffey Residence                                     |            | CKC4       |      | Calgary, Alberta                                |
| Aérodrome Calgary/Okotoks (Rowland Field)                                |            | CRF4       |      | Okotoks, Alberta                                |
| Village aéronautique Calgary/Okotoks                                     |            | CFX2       |      | Okotoks, Alberta                                |
| Aéroport Calgary/Springbank (Aéroport Springbank)                        | CYBW       |            | YBW  | Calgary, Alberta                                |
| Héliport Calgary/South Health Campus (Hosp)                              |            | CSH3       |      | Calgary, Alberta                                |
| Héliport Calgary (Westport)                                              | CFQ2       |            |      | Calgary, Alberta                                |
| Aéroport Calling Lake                                                    |            | CFK4       |      | Calling Lake, Alberta                           |
| Aéroport Cambridge Bay                                                   | CYCB       |            | YCB  | Cambridge Bay, Nunavut                          |
| Hydroaérodrome Cambridge Bay                                             |            | CJD7       |      | Cambridge Bay, Nunavut                          |
| AéroportCambridge/Reid's Field                                           |            | CPE4       |      | Cambridge, Ontario                              |
| Aérodrome Camden East                                                    |            | CCE6       |      | Camden East, Ontario                            |
| Hydroaérodrome Camp Cordero                                              |            | CAK6       |      | Camp Cordero, Colombie-Britannique              |
| Héliport Campbell River (Campbell River & District General Hospital)     |            | CAT6       |      | Campbell River, Colombie-Britannique            |
| Héliport Campbell River (E & B Helicopters)                              |            | CCR6       |      | Campbell River, Colombie-Britannique            |
| Aéroport de Campbell River                                               | CYBL       |            | YBL  | Campbell River, Colombie-Britannique            |
| Hydroaérodrome de Campbell River (Aéroport Campbell River Harbour)       |            | CAE3       | YBL  | Campbell River, Colombie-Britannique            |
| Aéroport Campbellville (Village aéronautique Bellshill)                  | CMB5       |            |      | Campbellville, Ontario                          |
| Aéroport Camrose                                                         |            | CEQ3       |      | Camrose, Alberta                                |
| Héliport Camrose/St. Mary's Hospital                                     |            | CMR6       |      | Camrose, Alberta                                |
| Aéroport Camsell Portage                                                 |            | CJP6       |      | Camsell Portage, Saskatchewan                   |
| Héliport Canadian Bushplane Heritage Centre                              |            | CNR3       |      | Sault Ste. Marie, Ontario                       |
| Village aéronautique Candle Lake                                         |            | CCL2       |      | Candle Lake, Saskatchewan                       |
| Aérodrome Caniapiscau                                                    |            | CCP6       |      | Caniapiscau, Québec                             |
| Héliport Canmore (Hospital)                                              |            | CCH3       |      | Canmore, Alberta                                |
| Héliport Canmore Municipal                                               |            | CEW9       |      | Canmore, Alberta                                |
| Aéroport Canora                                                          |            | CJR7       |      | Canora, Saskatchewan                            |
| Héliport Canso (Eastern Memorial Hospital)                               |            | CCE5       |      | Canso, Nouvelle-Écosse                          |
| Aéroport Canton                                                          | CTN7       |            |      | Canton, Ontario                                 |
| Aéroport Cape Dorset                                                     | CYTE       |            | YTE  | Cape Dorset, Nunavut                            |
| Aéroport Carcross                                                        |            | CFA4       |      | Carcross, Yukon                                 |
| Hydroaérodrome Carcross                                                  |            | CEB7       |      | Carcross, Yukon                                 |
| Aéroport Cardston                                                        |            | CEA6       |      | Cardston, Alberta                               |
| Aéroport Carey Lake                                                      |            | CNX3       |      | Carey Lake, Ontario                             |
| Hydroaérodrome Carignan/Rivière l'Acadie                                 |            | CFJ2       |      | Carignan, Québec                                |
| Héliport Carleton Place (District Memorial Hospital)                     |            | CPN7       |      | Carleton Place, Ontario                         |
| Aéroport Carleton Place                                                  |            | CNR6       |      | Carleton Place, Ontario                         |
| Aéroport Carlyle                                                         |            | CJQ3       |      | Carlyle, Saskatchewan                           |
| Aéroport Carmacks                                                        |            | CEX4       |      | Carmacks, Yukon                                 |
| Aéroport Carman (South)                                                  |            | CJS7       |      | Carman, Manitoba                                |
| Aéroport Carman/Friendship Field                                         |            | CJB2       |      | Carman, Manitoba                                |
| Aérodrome Caroline                                                       |            | CCN3       |      | Caroline, Alberta                               |
| Aéroport Carp (Aéroport Ottawa/Carp)                                     | CYRP       |            | YRP  | Carp, Ontario                                   |
| Aéroport Carstairs/Bishell's                                             |            | CGB2       |      | Carstairs, Alberta                              |
| Aéroport Cartwright                                                      | CYCA       |            | YRF  | Cartwright, Terre-Neuve-et-Labrador             |
| Hydroaérodrome Cascades                                                  |            | CTY3       |      | Cascades, Québec                                |
| Héliport Castlegar (Tarrys Convention Centre)                            |            | CCT3       |      | Castlegar, Colombie-Britannique                 |
| Aéroport Castlegar/West Kootenay Regional                                | CYCG       |            | YCG  | Castlegar, Colombie-Britannique                 |
| Héliport Castor (Our Lady of the Rosary Hospital)                        |            | CCR7       |      | Castor, Alberta                                 |
| Aéroport Castor                                                          |            | CER2       |      | Castor, Alberta                                 |
| Aéroport Cat Lake                                                        | CYAC       |            | YAC  | Cat Lake, Ontario                               |
| Aéroport Causapscal                                                      |            | CTF3       |      | Causapscal, Québec                              |
| Aéroport Cayley/A. J. Flying Ranch                                       |            | CAJ7       |      | Cayley (Alberta), Alberta                       |
| Aéroport Central Butte                                                   |            | CJC4       |      | Central Butte, Saskatchewan                     |
| Aérodrome Centralia/James T. Field Memorial                              | CYCE       |            | YCE  | Centralia, Ontario                              |
| Aérodrome Centredale                                                     |            | CDL8       |      | Centredale, Nouvelle-Écosse                     |
| CFB Bagotville (Aéroport Bagotville)                                     | CYBG       |            | YBG  | La Baie, Québec                                 |
| Héliport CFB Borden                                                      | CYBN (YBN) |            |      | Borden, Ontario                                 |
| CFB Cold Lake (Aéroport Cold Lake/Group Captain R.W. McNair)             | CYOD       |            | YOD  | Cold Lake, Alberta                              |
| CFB Comox (Aéroport Comox)                                               | CYQQ       |            | YQQ  | Comox, Colombie-Britannique                     |
| CFB Goose Bay (Aéroport Goose Bay)                                       | CYYR       |            | YYR  | Happy Valley-Goose Bay, Terre-Neuve-et-Labrador |
| CFB Greenwood (Aéroport Greenwood)                                       | CYZX       |            | YZX  | Greenwood, Nouvelle-Écosse                      |
| CFB Moose Jaw (Aéroport Moose Jaw/Air Vice Marshal C.M. McEwen Aéroport) | CYMJ       |            | YMJ  | Moose Jaw, Saskatchewan                         |
| CFB Shearwater (Héliport Halifax/Shearwater)                             |            | CYAW (YAW) |      | Shearwater, Nouvelle-Écosse                     |
| Héliport CFB Shilo (Flewin Field)                                        |            | CKN9       |      | Shilo, Manitoba                                 |
| Héliport CFB Shilo                                                       |            | CKM3       |      | Shilo, Manitoba                                 |
| CFB Trenton (Aéroport Trenton)                                           | CYTR       |            | YTR  | Trenton, Ontario                                |
| CFB Wainwright (Aéroport Wainwright/Camp Wainwright Field)               |            | CFF7       |      | Wainwright, Alberta                             |
| Aéroport Wainwright/Wainwright (Field 21) (CFB Wainwright)               |            | CFP7       |      | Wainwright, Alberta                             |
| Aéroport Chapleau                                                        | CYLD       |            | YLD  | Chapleau, Ontario                               |
| Aérodrome Chapman                                                        |            | CEZ2       |      | Chapman Lake, Yukon                             |
| Héliport Charlottetown (Queen Elizabeth Hospital)                        |            | CDV3       |      | Charlottetown, Île-du-Prince-Édouard            |
| Aéroport Charlevoix                                                      | CYML       |            | YML  | Charlevoix, Québec                              |
| Aéroport Charlo                                                          | CYCL       |            | YCL  | Charlo, Nouveau-Brunswick                       |
| Aéroport Charlot River                                                   |            | CJP9       |      | Charlot River, Saskatchewan                     |
| Charlottetown (Queen Elizabeth Hospital)                                 |            | CDV3       |      | Charlottetown, Île-du-Prince-Édouard            |
| Aéroport Charlottetown                                                   | CYYG       |            | YYG  | Charlottetown, Île-du-Prince-Édouard            |
| Aéroport Charlottetown (Labrador)                                        |            | CCH4       | YHG  | Charlottetown, Terre-Neuve-et-Labrador          |
| Héliport Chatham (Public General Hospital)                               |            | CPG8       |      | Chatham, Ontario                                |
| Aéroport Chatham-Kent                                                    |            | CNZ3       |      | Chatham-Kent, Ontario                           |
| Aéroport Cheadle                                                         |            | CFQ4       |      | Cheadle, Alberta                                |
| Aéroport Chesterfield Inlet                                              | CYCS       |            | YCS  | Chesterfield Inlet, Nunavut                     |
| Aéroport Chestermere (Kirkby Field)                                      |            | CFX8       |      | Chestermere, Alberta                            |
| Chetwynd Aéroport                                                        | CYCQ       |            | YCQ  | Chetwynd, Colombie-Britannique                  |
| Aéroport Chevery                                                         | CYHR       |            | YHR  | Côte-Nord-du-Golfe-du-Saint-Laurent, Québec     |
| Héliport Chibougamau (Hydro-Québec)                                      |            | CSE2       |      | Chibougamau, Québec                             |
| Héliport Chibougamau                                                     |            | CSB4       |      | Chibougamau, Québec                             |
| Aéroport Chibougamau/Chapais                                             | CYMT       |            | YMT  | Chibougamau, Québec                             |
| Hydroaérodrome Chibougamau/Lac Caché                                     |            | CSZ7       |      | Chibougamau, Québec                             |
| Héliport Chicoutimi (C. H. de Chicoutimi)                                |            | CCS7       |      | Chicoutimi, Québec                              |
| Aérodrome Chicoutimi/Saint-Honore                                        | CYRC       |            |      | Chicoutimi, Québec                              |
| Aérodrome Chilko Lake (Tsylos Park Lodge)                                |            | CAG3       | CJH  | Chilko Lake, Colombie-Britannique               |
| Aéroport Chilliwack                                                      | CYCW       |            | YCW  | Chilliwack, Colombie-Britannique                |
| Aéroport Chipewyan Lake                                                  |            | CEG5       |      | Chipewyan Lake, Alberta                         |
| Aéroport Chipman (Alberta)                                               |            | CFU3       |      | Chipman, Alberta                                |
| Aéroport Chipman (Nouveau-Brunswick)                                     |            | CCS4       |      | Chipman, Nouveau-Brunswick                      |
| Aéroport Chisasibi                                                       |            | CSU2       | YKU  | Chisasibi, Québec                               |
| Aéroport Christina Basin                                                 |            | CFF2       |      | Christina Basin, Alberta                        |
| Aérodrome Christina Lake                                                 |            | CCL3       |      | Christina Lake, Alberta                         |
| Hydroaérodrome Church Lake                                               |            | CHL3       |      | Church Lake, Nouvelle-Écosse                    |
| Aéroport Churchbridge                                                    |            | CKV6       |      | Churchbridge, Saskatchewan                      |
| Aéroport Churchill                                                       | CYYQ       |            | YYQ  | Churchill, Manitoba                             |
| Héliport Churchill (Hudson Bay Helicopters)                              |            | CHB2       |      | Churchill, Manitoba                             |
| Aéroport Churchill Falls                                                 | CZUM       |            | ZUM  | Churchill Falls, Terre-Neuve-et-Labrador        |
| Hydroaérodrome Churchill                                                 |            | CJJ7       |      | Churchill, Manitoba                             |
| Aérodrome Chute-Saint-Philippe                                           |            | CCP3       |      | Chute-Saint-Philippe, Québec                    |
| Hydroaérodrome Chutes-des-Passes/Lac Margane                             |            | CTM3       |      | Chutes-des-Passes, Québec                       |
| Aéroport Cigar Lake                                                      |            | CJW7       |      | Cigar Lake, Saskatchewan                        |
| Piste d'atterrissage Cinnamon Bun (Aéroport Braeburn)                    |            | CEK2       |      | Braeburn Lodge, Yukon                           |
| Aéroport Clarenville                                                     |            | CCZ3       |      | Clarenville, Terre-Neuve-et-Labrador            |
| Héliport Claresholm (General Hospital)                                   |            | CFV7       |      | Claresholm, Alberta                             |
| Aéroport Claresholm Industrial                                           |            | CEJ4       |      | Claresholm, Alberta                             |
| Aérodrome Clearwater                                                     |            | CDJ4       |      | Clearwater, Nouveau-Brunswick                   |
| Aéroport Clearwater River                                                |            | CFS8       |      | Clearwater River, Alberta                       |
| Héliport Cline River                                                     |            | CCR5       |      | Cline River, Alberta                            |
| Aérodrome Clinton (Bleibler Ranch)                                       |            | CBR4       |      | Clinton, Colombie-Britannique                   |
| Hydroaérodrome Clova/Lac Duchamp                                         |            | CST6       |      | Clova, Québec                                   |
| Aéroport Clyde River                                                     | CYCY       |            | YCY  | Clyde River, Nunavut                            |
| Hydroaérodrome Coal Harbour                                              |            | CAQ3       |      | Coal Harbour, Colombie-Britannique              |
| Aéroport Cobden/Bruce McPhail Memorial                                   |            | CPF4       |      | Cobden, Ontario                                 |
| Héliport Cobourg (Northumberland Hills Hospital)                         |            | CNB4       |      | Cobourg, Ontario                                |
| Aéroport Cochrane                                                        | CYCN       |            | YCN  | Cochrane, Ontario                               |
| Hydroaérodrome Cochrane                                                  |            | CNN5       |      | Cochrane, Ontario                               |
| Aéroport Cochrane/Arkayla Springs                                        |            | CKY8       |      | Cochrane, Alberta                               |
| Aéroport Cold Lake Regional                                              |            | CEN5       |      | Cold Lake, Alberta                              |
| Cold Lake/Group Captain R.W. McNair (CFB Cold Lake)                      | CYOD       |            | YOD  | Cold Lake, Alberta                              |
| Héliport Collingwood (General and Marine Hospital)                       |            | CPP2       |      | Collingwood, Ontario                            |
| Aéroport Collingwood                                                     |            | CNY3       |      | Collingwood, Ontario                            |
| Héliport Collingwood/Alta                                                |            | CWD2       |      | Collingwood, Ontario                            |
| Aéroport Collins Bay                                                     | CYKC       |            |      | Collins Bay, Saskatchewan                       |
| Aéroport Colville Lake/Tommy Kochon                                      |            | CEB3       | YCK  | Colville Lake, Territoires du Nord-Ouest        |
| Hydroaérodrome Colville Lake                                             |            | CED7       |      | Colville Lake, Territoires du Nord-Ouest        |
| Hydroaérodrome Combermere/Kamaniskeg Lake                                |            | CNP5       |      | Combermere, Ontario                             |
| Héliport Comox (St. Joseph's Hospital)                                   |            | CBV8       |      | Comox, Colombie-Britannique                     |
| Aéroport Comox (CFB Comox)                                               | CYQQ       |            | YQQ  | Comox, Colombie-Britannique                     |
| Hydroaérodrome Comox                                                     |            | CCX6       |      | Comox, Colombie-Britannique                     |
| Hydroaérodrome Confederation Lake                                        |            | CJL7       |      | Confederation Lake, Ontario                     |
| Aéroport Conklin (Leismer)                                               |            | CET2       |      | Conklin, Alberta                                |
| Aérodrome Conn                                                           |            | CCN4       |      | Conn, Ontario                                   |
| Hydroaérodrome Conne River                                               |            | CCR8       |      | Conne River, Terre-Neuve-et-Labrador            |
| Héliport Consort (Health Centre)                                         |            | CCS2       |      | Consort, Alberta                                |
| Aéroport Consort                                                         |            | CFG3       |      | Consort, Alberta                                |
| Hydroaérodrome Constance Lake                                            |            | CNQ5       |      | Constance Lake, Ontario                         |
| Aéroport Cookstown                                                       |            | CCT2       |      | Cookstown, Ontario                              |
| Aérodrome Cookstown/Kirby Field                                          |            | CKF8       |      | Cookstown, Ontario                              |
| Aéroport Coral Harbour                                                   | CYZS       |            | YZS  | Coral Harbour, Nunavut                          |
| Héliport Cornwall (Community Hospital McConnell Site)                    |            | CPS6       |      | Cornwall, Ontario                               |
| Aéroport Cornwall Regional                                               | CYCC       |            | YCC  | Cornwall, Ontario                               |
| Aéroport Coronach/Scobey Border Station                                  |            | CKK3       |      | Coronach, Saskatchewan, Scobey, Montana         |
| Héliport Coronation (Health Centre)                                      |            | CRH2       |      | Coronation, Alberta                             |
| Aéroport Coronation                                                      | CYCT       |            |      | Coronation, Alberta                             |
| Aéroport Cortes Island                                                   |            | CCI9       | YCF  | Cortes Island, Colombie-Britannique             |
| Héliport Cortes Island                                                   |            | CBL7       |      | Cortes Island, Colombie-Britannique             |
| Aéroport Cottam                                                          |            | CRB2       |      | Cottam, Ontario                                 |
| Aéroport Courtenay (Smit Field)                                          |            | CCS6       |      | Courtenay, Colombie-Britannique                 |
| Village aéronautique Courtenay                                           |            | CAH3       | YCA  | Courtenay, Colombie-Britannique                 |
| Village aéronautique Courtenay Hydroaérodrome                            |            | CBG9       |      | Courtenay, Colombie-Britannique                 |
| Aéroport Coutts/Ross International                                       |            | CEP4       |      | Coutts, Alberta                                 |
| Aéroport Cowley                                                          | CYYM       |            |      | Cowley, Alberta                                 |
| Aéroport Craik                                                           |            | CJC2       |      | Craik, Saskatchewan                             |
| Héliport Cranbrook (East Kootenay Regional Hospital)                     |            | CAE2       |      | Cranbrook, Colombie-Britannique                 |
| Aéroport de Cranbrook/Rocheuses canadiennes                              | CYXC       |            | YXC  | Cranbrook, Colombie-Britannique                 |
| Aéroport Crawford Bay                                                    |            | CAR2       |      | Crawford Bay, Colombie-Britannique              |
| Aéroport Cree Lake (Crystal Lodge)                                       |            | CKS8       |      | Cree Lake, Saskatchewan                         |
| Aérodrome Creston                                                        |            | CAJ3       |      | Creston, Colombie-Britannique                   |
| Aéroport Cross Lake (Charlie Sinclair Memorial)                          | CYCR       |            | YCR  | Cross Lake, Manitoba                            |
| Aéroport Crystal City-Pilot Mound/Louise Municipal                       |            | CKZ6       |      | Crystal City, Manitoba                          |
| Aéroport Cumberland House                                                |            | CJT4       |      | Cumberland House, Saskatchewan                  |
| Aérodrome Curries (Rand Private Airfield)                                |            | CRE3       |      | Curries, Ontario                                |
| Hydroaérodrome Cushing Lake                                              |            | CJT7       |      | Upsala, Ontario                                 |
| Aéroport Cut Knife                                                       |            | CKU4       |      | Cut Knife, Saskatchewan                         |

## D
| Nom de l'aéroport                                     | OACI | TC LID | IATA | Communauté et la province                          |
| ----------------------------------------------------- | ---- | ------ | ---- | -------------------------------------------------- |
| Aéroport Dauphin (Lt. Col W.G. (Billy) Barker, VC)    | CYDN |        | YDN  | Dauphin, Manitoba                                  |
| Aéroport Davidson Municipal                           |      | CJC3   |      | Davidson, Saskatchewan                             |
| Aéroport Davin Lake                                   |      | CKW6   |      | Davin Lake, Saskatchewan                           |
| Aéroport Dawson City                                  | CYDA |        | YDA  | Dawson City, Yukon                                 |
| Hydroaérodrome Dawson City                            |      | CEG7   |      | Dawson City, Yukon                                 |
| Aéroport Dawson Creek (Flying L Ranch)                |      | CDC3   |      | Dawson Creek, Colombie-Britannique                 |
| Aéroport Dawson Creek                                 | CYDQ |        | YDQ  | Dawson Creek, Colombie-Britannique                 |
| Hydroaérodrome Dawson Creek                           |      | CBD3   |      | Dawson Creek, Colombie-Britannique                 |
| Héliport Daysland Health Centre                       |      | CDL3   |      | Daysland, Alberta                                  |
| Aéroport De Lesseps Lake                              |      | CKF9   |      | De Lesseps Lake, Ontario                           |
| Héliport De Winton (Highwood)                         |      | CED6   |      | De Winton, Alberta                                 |
| Aéroport De Winton/South Calgary                      |      | CEH4   |      | De Winton, Alberta                                 |
| Aéroport Dease Lake                                   | CYDL |        | YDL  | Dease Lake, Colombie-Britannique                   |
| Aéroport Debden                                       |      | CKH3   |      | Debden, Saskatchewan                               |
| Aéroport Debert                                       |      | CCQ3   |      | Debert, Nouvelle-Écosse                            |
| Aérodrome DeBolt                                      |      | CFG4   |      | DeBolt, Alberta                                    |
| Aéroport Deep River/Rolph                             |      | CPH2   |      | Deep River, Ontario                                |
| Aéroport Deer Lake Regional                           | CYDF |        | YDF  | Deer Lake, Terre-Neuve-et-Labrador                 |
| Aéroport Deer Lake                                    | CYVZ |        | YVZ  | Deer Lake, Ontario                                 |
| Hydroaérodrome Deer Lake                              |      | CJA8   |      | Deer Lake, Ontario                                 |
| Hydroaérodrome Deer Lake/Keyamawun                    |      | CJZ7   |      | Deer Lake, Ontario                                 |
| Aéroport Del Bonita/Whetstone International           |      | CEQ4   |      | Del Bonita, Alberta                                |
| Aéroport Déline                                       | CYWJ |        | YWJ  | Délįne, Territoires du Nord-Ouest                  |
| Hydroaérodrome Déline                                 |      | CEN7   |      | Délįne, Territoires du Nord-Ouest                  |
| Aéroport Deloraine                                    |      | CJJ4   |      | Deloraine, Manitoba                                |
| Village aéronautique Delta/Delta Heritage             |      | CAK3   |      | Delta, Colombie-Britannique                        |
| Aérodrome Denny Island                                | CYJQ |        | ZEL  | Bella Bella, Colombie-Britannique                  |
| Aéroport Diavik                                       |      | CDK2   |      | Mine de diamants Diavik, Territoires du Nord-Ouest |
| Aérodrome Didsbury/Minty Field                        |      | CDM2   |      | Didsbury, Alberta                                  |
| Héliport Digby (General Hospital)                     |      | CDG2   |      | Digby, Nouvelle-Écosse                             |
| Aéroport Digby/Annapolis Regional                     | CYID |        | YDG  | Digby, Nouvelle-Écosse                             |
| Aérodrome Dinsmore                                    |      | CKX5   |      | Dinsmore, Saskatchewan                             |
| Aéroport Doaktown                                     |      | CDU6   |      | Doaktown, Nouveau-Brunswick                        |
| Hydroaérodrome Doctor's Lake East                     |      | CDL5   |      | Yarmouth, Nouvelle-Écosse                          |
| Hydroaérodrome Doctor's Lake West                     |      | CDL6   |      | Yarmouth, Nouvelle-Écosse                          |
| Aéroport Doig                                         |      | CFX3   |      | Doig, Alberta                                      |
| Héliport Dolbeau-Mistassini/Potvin Heli-Base          |      | CPH4   |      | Dolbeau-Mistassini, Québec                         |
| Aéroport Dolbeau-Saint-Félicien                       | CYDO |        | YDO  | Dolbeau-Mistassini, Québec                         |
| Aéroport Donnelly                                     |      | CFM4   |      | Donnelly, Alberta                                  |
| Aéroport Dore Lake                                    |      | CJE2   |      | Dore Lake, Saskatchewan                            |
| Aérodrome Doris Lake                                  |      | CJL7   |      | Doris Lake, Nunavut                                |
| Hydroaérodrome Dorset/Kawagama Lake (Old Mill Marina) |      | CNK5   |      | Dorset, Ontario                                    |
| Aéroport Douglas Lake                                 |      | CAL3   |      | Douglas Lake, Colombie-Britannique                 |
| Aérodrome Downs Gulch                                 |      | CDV2   |      | Downs Gulch, Nouveau-Brunswick                     |
| Aéroport Downsview (Aéroport Toronto/Downsview)       | CYZD |        | YZD  | Toronto, Ontario                                   |
| Héliport Drayton Valley (Health Centre)               |      | CFV9   |      | Drayton Valley, Alberta                            |
| Aéroport Drayton Valley Industrial                    |      | CER3   |      | Drayton Valley, Alberta                            |
| Héliport Drumheller (Health Centre)                   |      | CDH2   |      | Drumheller, Alberta                                |
| Aéroport Drumheller Municipal                         |      | CEG4   |      | Drumheller, Alberta                                |
| Aéroport Drumheller/Ostergard's                       |      | CDO2   |      | Drumheller, Alberta                                |
| Aéroport Drummondville                                |      | CSC3   |      | Drummondville, Québec                              |
| Hydroaérodrome Drummondville                          |      | CSA7   |      | Drummondville, Québec                              |
| Héliport Dryden Best Western                          |      | CKV3   |      | Dryden, Ontario                                    |
| Aéroport Dryden Regional                              | CYHD |        | YHD  | Dryden, Ontario                                    |
| Hydroaérodrome Dryden                                 |      | CJD8   |      | Dryden, Ontario                                    |
| Aéroport du Rocher-Percé (Pabok)                      |      | CTG3   |      | Grande-Rivière, Québec                             |
| Aéroport Duncan                                       |      | CAM3   | DUQ  | Duncan, Colombie-Britannique                       |
| Héliport Duncan (Cowichan District Hospital)          |      | CDH4   |      | Duncan, Colombie-Britannique                       |
| Aérodrome Dundalk (Tripp Field)                       |      | CTF4   |      | Dundalk, Ontario                                   |
| Aérodrome Dungannon                                   |      | CDG3   |      | Dungannon, Ontario                                 |
| Héliport Dunnville (Haldimand War Memorial Hospital)  |      | CPA9   |      | Dunnville, Ontario                                 |
| Héliport Durham (Memorial Hospital)                   |      | CPD3   |      | Durham, Ontario                                    |
| Aérodrome Dwight                                      |      | CNF8   |      | Dwight, Ontario                                    |